# 杜楚客
杜楚客（588年—655年），字山宾，京兆郡杜陵县（今陕西省西安市长安区）人，唐朝官员。
杜如晦的弟弟，少年時代，崇尚奇異的節操。當時杜楚客與叔父杜淹，都被王世充所逮捕。杜淹曾與杜如晦有過節，所以王世充面前進讒言，害死了杜如晦的哥哥，又囚禁杜楚客，令杜楚客瀕死。平定王世充後，杜淹論罪當誅，杜楚客請求兄長杜如晦，可否免叔父的死罪，楚客說：「從前叔父殺害了我們的哥哥，而今兄長您又捨棄叔父不救，杜家一門骨肉互相殘殺幾盡，豈不是令人很悲痛！」杜如晦聽了後感悟了，於是向唐太宗請求赦免杜淹之罪，杜淹因而獲釋。 
貞觀四年（630年），奉召為給事中，後擢中郎將，進蒲州刺史，遷徙瀛州。後為魏王府長史，遷工部尚書，攝魏王府事。杜楚客揣摩帝意，然後向唐太宗說魏王李泰聰睿可為太子。贞观十七年（643年），太子李承乾、魏王李泰一同被废，杜楚客作为王府长史，也被治罪，以其兄杜如晦之功免死，廢為庶人，後任虔化令，任满转安固令，永徽六年（655年）终于安固官舍，年六十八。有一子杜温、一女杜淑。

## 延伸阅读
[在维基数据编辑]
 《新唐書·卷096》，出自《新唐書》